# Ora blu

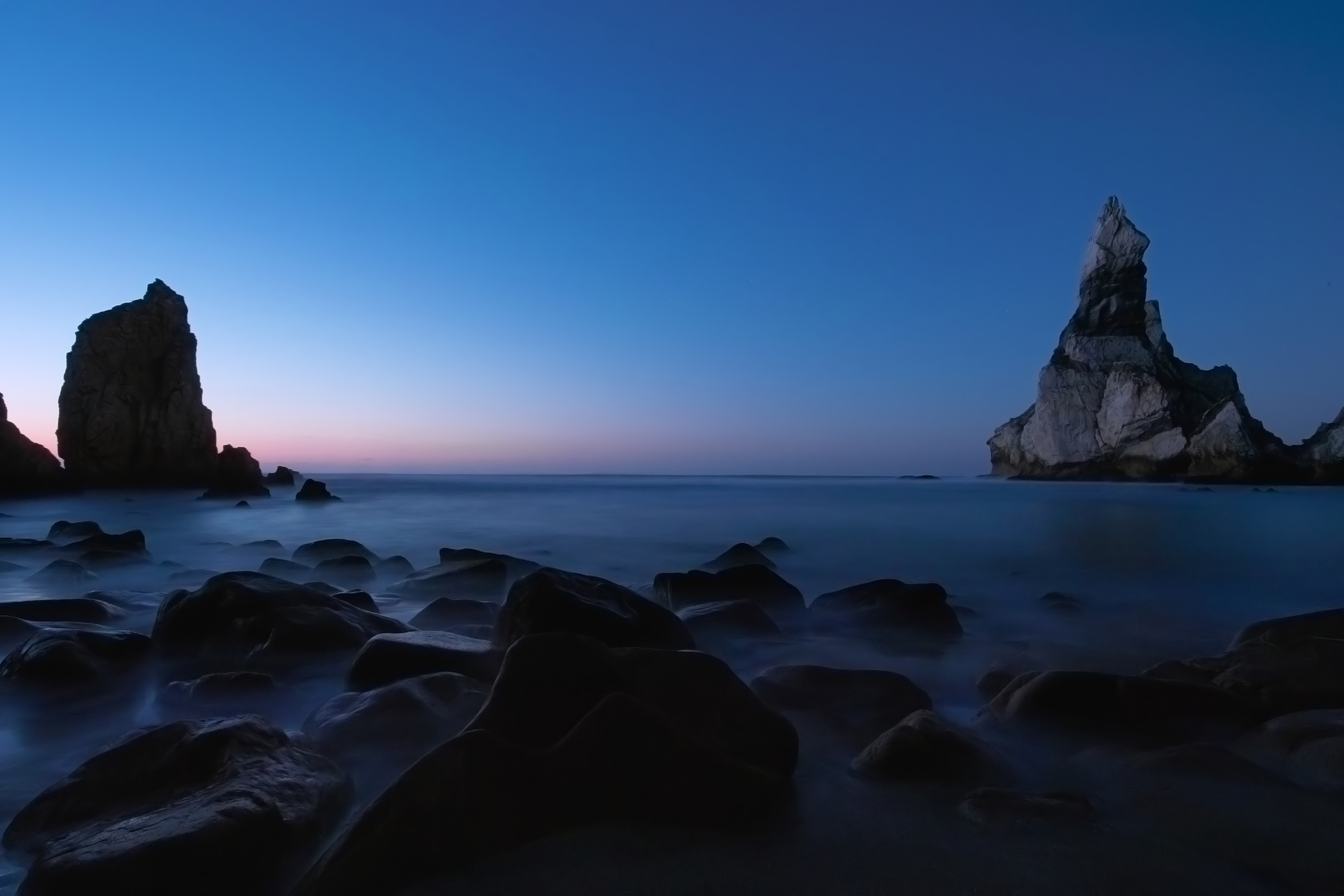
L'ora blu a Cabo da Roca, Sintra (Portogallo)

Ora blu è una frase che ha origine dal francese l'heure bleue e che viene usata sia nella poetica che nell'ambito della tecnica fotografica per indicare un particolare momento della giornata e soprattutto una particolare cromaticità blu, tipica dell'ombra e del crepuscolo. 

## Descrizione
L'ora blu identifica una particolare condizione della luce solare indiretta, che viene riflessa e dispersa nelle molecole dell'atmosfera, assorbendo le frequenze più basse (rosso e giallo) e disperdendo quelle più alte come l'azzurro e il blu (da cui il termine bleue), che normalmente vediamo in queste situazioni. Ciò si verifica dopo il tramonto e prima della notte fonda, o dopo la notte fonda e prima dell'alba, ed è chiamato crepuscolo. 
L'orario, la durata e l'intensità del fenomeno cambiano a seconda delle stagioni, delle latitudini e delle condizioni meteorologiche, ma convenzionalmente, se misurata al livello del mare, all'equatore, dura 1 ora e 10 minuti circa, da cui il termine heure.

## L'ora blu nella fotografia

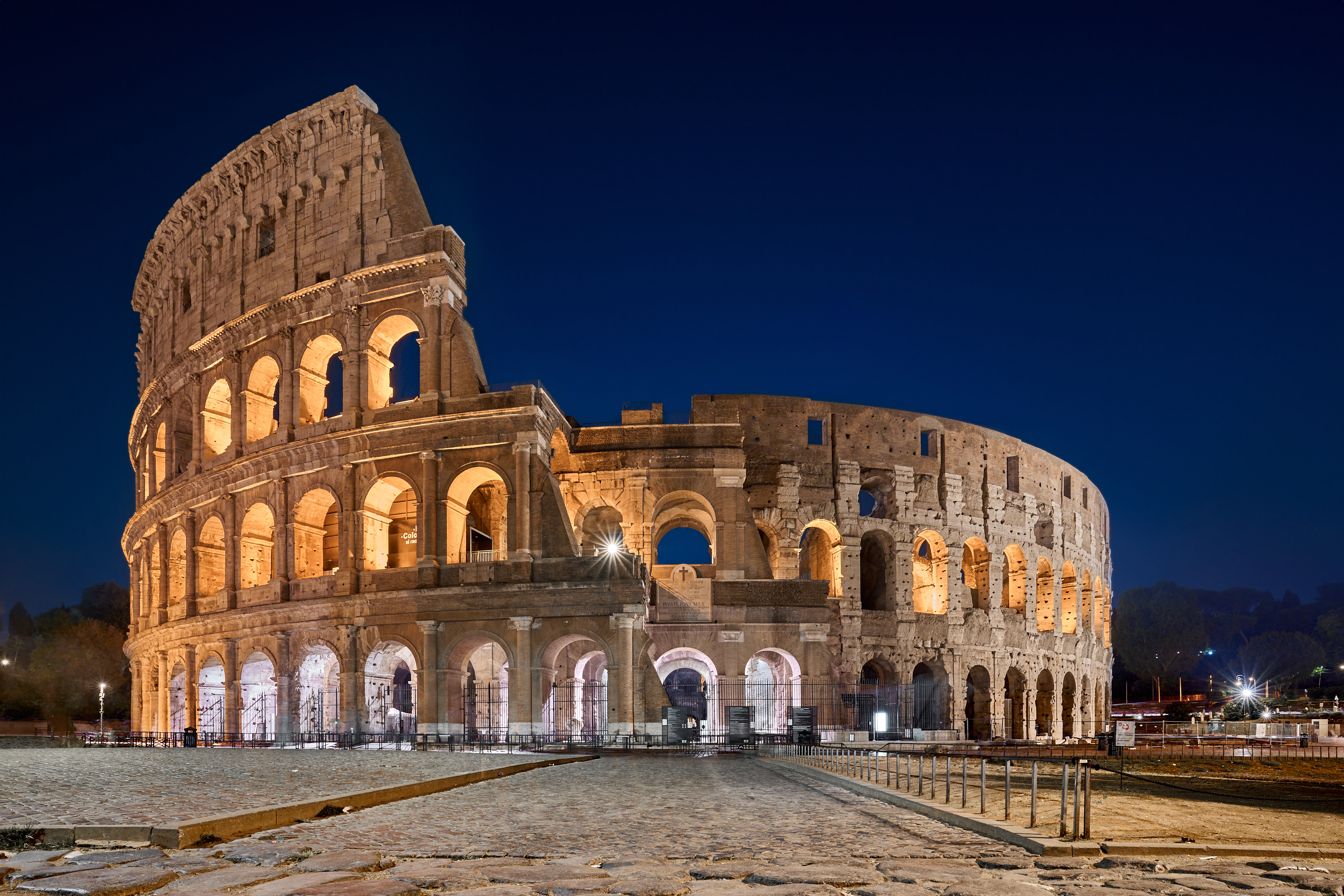
Il Colosseo (Roma) durante l'ora blu

L'ora blu, in fotografia, crea un'ambientazione molto ricercata che permette di ottenere particolari effetti di contrasto non ottenibili altrimenti. Una tale situazione si verifica perché in quei particolari momenti, la luce è caratterizzata da una temperatura più fredda e da una bassa energia, che, in termini pratici, si traducono in soggetti con numerose penombre, colori de-saturati e più freddi (tranne dove influenzati dalle luci artificiali) e cielo blu intenso.
In genere, una fotografia scattata durante l'ora blu è utilizzata proprio per far risaltare sul cielo blu intenso dei soggetti statici e non troppo investiti da illuminazione artificiale. Il risalto è dato soprattutto dalla differenza di colori, mentre la staticità e la tipologia di illuminazione sono dei vincoli legati alla situazione. La staticità è generalmente una conseguenza della scarsità di luce intensa e della necessità di utilizzare delle esposizioni lunghe mentre, la limitata illuminazione artificiale è necessaria per mantenere la gamma dinamica della luce entro valori scalabili dal sensore della macchina fotografica (altrimenti si rende necessaria la tecnica dell'HDR).
Tipici soggetti fotografici da blue hour sono monumenti, skyline, paesaggi marini con elementi in primo piano, silhouette con forme particolarmente interessanti.

## L'ora blu nella cultura di massa
La particolarità del fenomeno dell'ora blu influenza numerosi campi della cultura di massa e non è difficile trovare alberghi e ristoranti in varie città del mondo che portano il nome L'Heure Bleue.
L'ora blu è anche un tema comune a numerosi brani musicali, a romanzi, film e prodotti artistici di vario genere a essa intitolati o ispirati.

### Musica
- Pete Anderson - Blue Hour
- Turin Brakes - Blue Hour
- Stephen Cummings - Blue Hour
- Vanessa Daou - This Blue Hour
- Christian Death - The Blue Hour
- Peter Fox - Schwarz zu Blau (Nero ad azzurro)
- Nina Gordon - The Blue Hour
- Françoise Hardy - L'Heure Bleue[1]
- Killer Loop - The Blue Hour
- The KLF - Madrugada Eterna
- Ute Lemper - L'Heure Bleue
- John Mackey - Hymn to a Blue Hour
- Madrugada - Strange Colour Blue; sia il brano che l'album Madrugada (che significa "alba" in portoghese e spagnolo) si riferiscono all'ora blu
- Roy Orbison - When The Blue Hour Comes
- Oysterband - Lost and Found
- Radiohead - The Gloaming
- Andreas Vollenweider - Chanson de l'Heure Bleue (Canzone dell'ora blu)
- Blank and Jones - Die blaue Stunde
- TXT - Blue Hour

### Cinema
- La prima parte del film del 1987, 4 aventures de Reinette et Mirabelle, di Éric Rohmer
- Il film 1991 di Marcel Gisler
- La serie norvegese Jul i Blåfjell (Natale in Blåfjell) che associa poteri particolari all'ora blu - blåtimen (1999)
- The Blue Hour - film del 2007 con Alyssa Milano
- The Blue Hour - film del 2015 con Atthaphan Phunsawat e Oabnithi Wiwattanawarang

### Letteratura
- Blue Hour (2003), di Carolyn Forché[2]
- Blue Noon (2005), il terzo libro in Scott Westerfeld's Midnighters trilogy
- L'heure Bleue, di Edward Gorey[3]
- The Blue Hour (1999), di T. Jefferson Parker contenuto nella serie di Merci Rayborn.
- The Blue Hour (2002), di Kate Thompson
- L'ora blu, di Massimo Scotti e Antonio Marinoni - Topipittori
- Qui per me ora blu - raccolta di poesie di Gian Giacomo Menon
- L'ora blu (The Blue Hour) - romanzo del 2024 di Paula Hawkins.

### Arte
Quello dell'ora blu è un concetto spesso espresso dall'artista Belga Jan Fabre.

### Profumeria
- L'Heure Bleue (1912), Guerlain.